# Велосипедная полоса

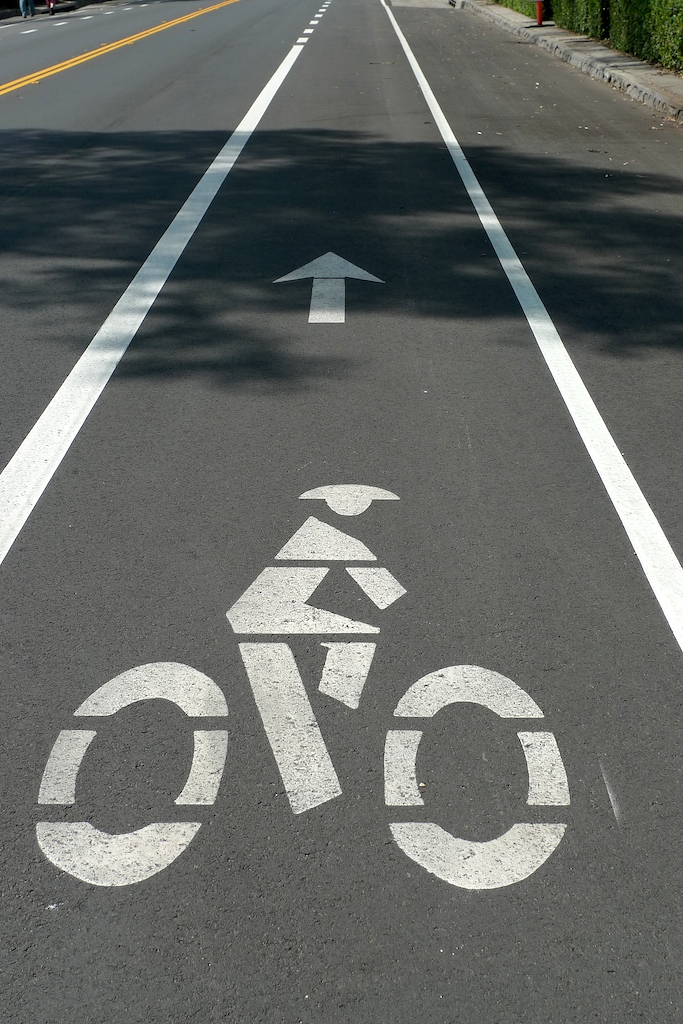
Велосипедная полоса

В конвенции о дорожном движении дается следующее определение:
"Термин «велосипедная полоса движения» означает полосу проезжей части, предназначенную для велосипедистов. Велосипедная полоса движения отделяется от остальной проезжей части с помощью продольной дорожной разметки."
Велосипедные полосы используются в основном на городских улицах.
Велополосы — один из самых дешевых вариантов создания и расширения сети велосипедных сообщений. В странах с развитыми велосипедными сетями и значительной долей велосипедов в дорожном движении, таких как Нидерланды или Дания, вместо велосипедных полос по возможности стараются сооружать обособленные велодорожки, физически отделенные от проезжей части и от тротуара. В Великобритании, США и многих других странах велополосы составляют основной тип велосипедных путей.

## Разновидности

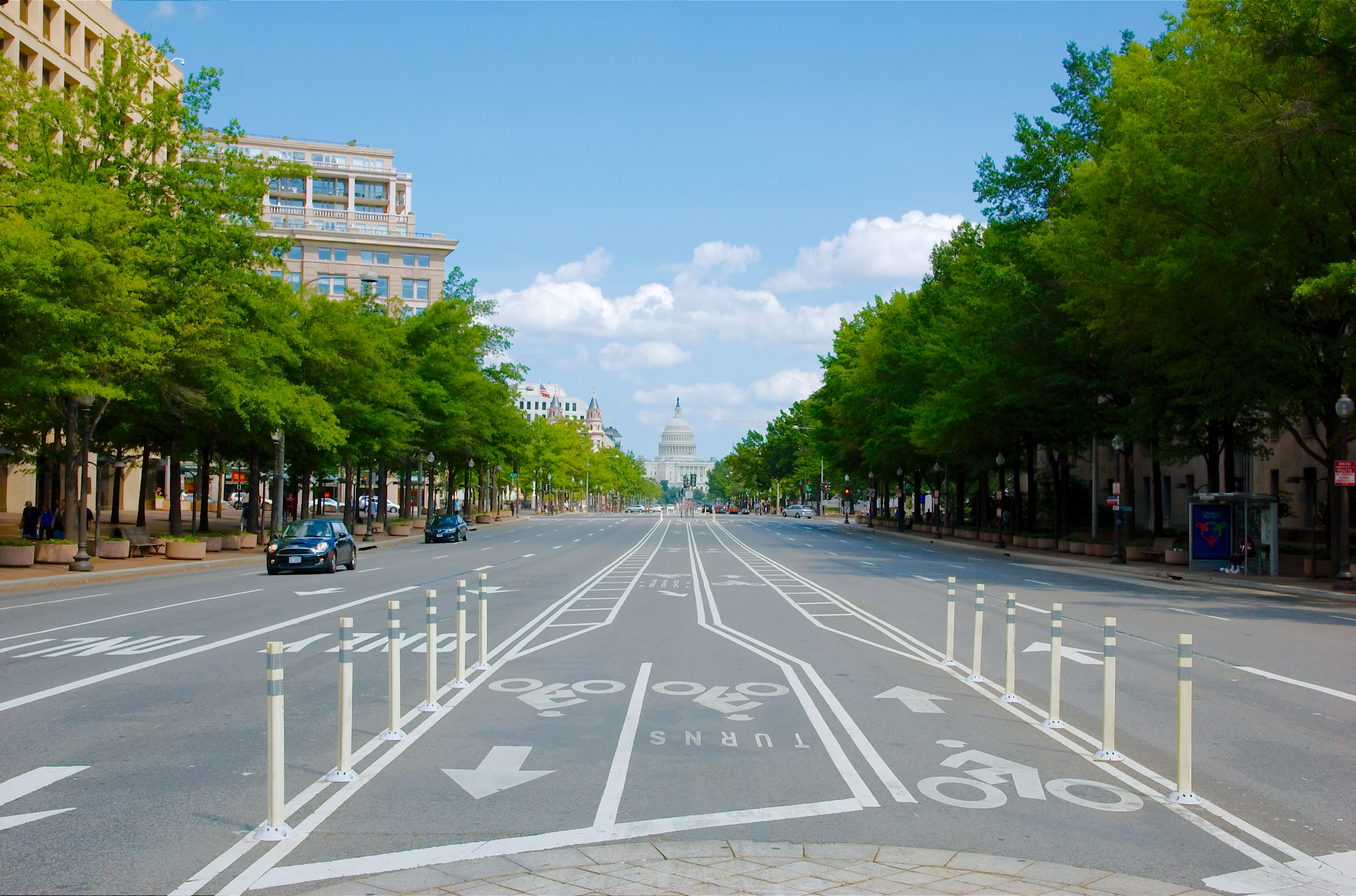
Велополосы образуют велосипедную "дорогу" посередине Пенсильвания-Авеню в Вашингтоне (США)

- Обычная велополоса (conventional cycle lane) — отделенная сплошной или прерывистой линией разметки неширокая (по сравнению с обычными автомобильными полосами) полоса у правого (в странах с левосторонним движением — у левого) края проезжей части. Также, в случаях, если на проезжей части выделено специальное место для парковки автомобилей — парковочная полоса или карман для параллельной парковки, велополоса может находиться не у края проезжей части, а проходить слева от парковочных мест.
- Велополоса, защищенная буферной зоной (buffered cycle lane). Буферной зоной может выступать, например, ряд для параллельной парковки или специальная разметка на проезжей части.
- Полоса для велосипедного движения навстречу основному потоку (contra-flow cycle lane).
- Велополосы, расположенные с левой стороны проезжей части (left-side cycle lane). Слева велополосы размещают на улицах с односторонним движением или же на улицах с двухсторонним движением, но имеющих широкую разделительную полосу посередине, к которой примыкают велополосы.

Помимо велополос, проложенных по всей длине улицы, часто можно видеть т.н. укороченные или подводящие полосы (shortened cycle lane), служащие для организации проезда велосипедистов через перекресток. Они могут начинаться за несколько десятков метров до перекрестка, и заканчиваться на въезде на перекресток или вскоре после него. Такие укороченные полосы часто используются совместно с зонами остановки велосипедистов (байк-боксами) или отстоящей дальше от перекрестка стоп-линией для автомобилей (set-back stop line).

## Велополосы в других странах
Велополосы в разных странах отличаются шириной и правилами, регулирующими нахождение на них автомобилей.
В Дании минимально допустимая ширина велополосы — 1.5 м, в которые входят 30 см, приходящиеся на линию разметки. Более приемлемым значением считается 1.7 м. Такая ширина позволяет обычному велосипеду обогнать карго-байк, не выезжая за пределы полосы. Велополоса может иметь и большую ширину. При этом, если ширина велополосы превышает 1.8 м, рекомендуется использовать на ней окрашенное дорожное покрытие, чтобы было очевидно, что это часть велоинфраструктуры и автомобилисты не принимали её по ошибке за обычную дорожную полосу.

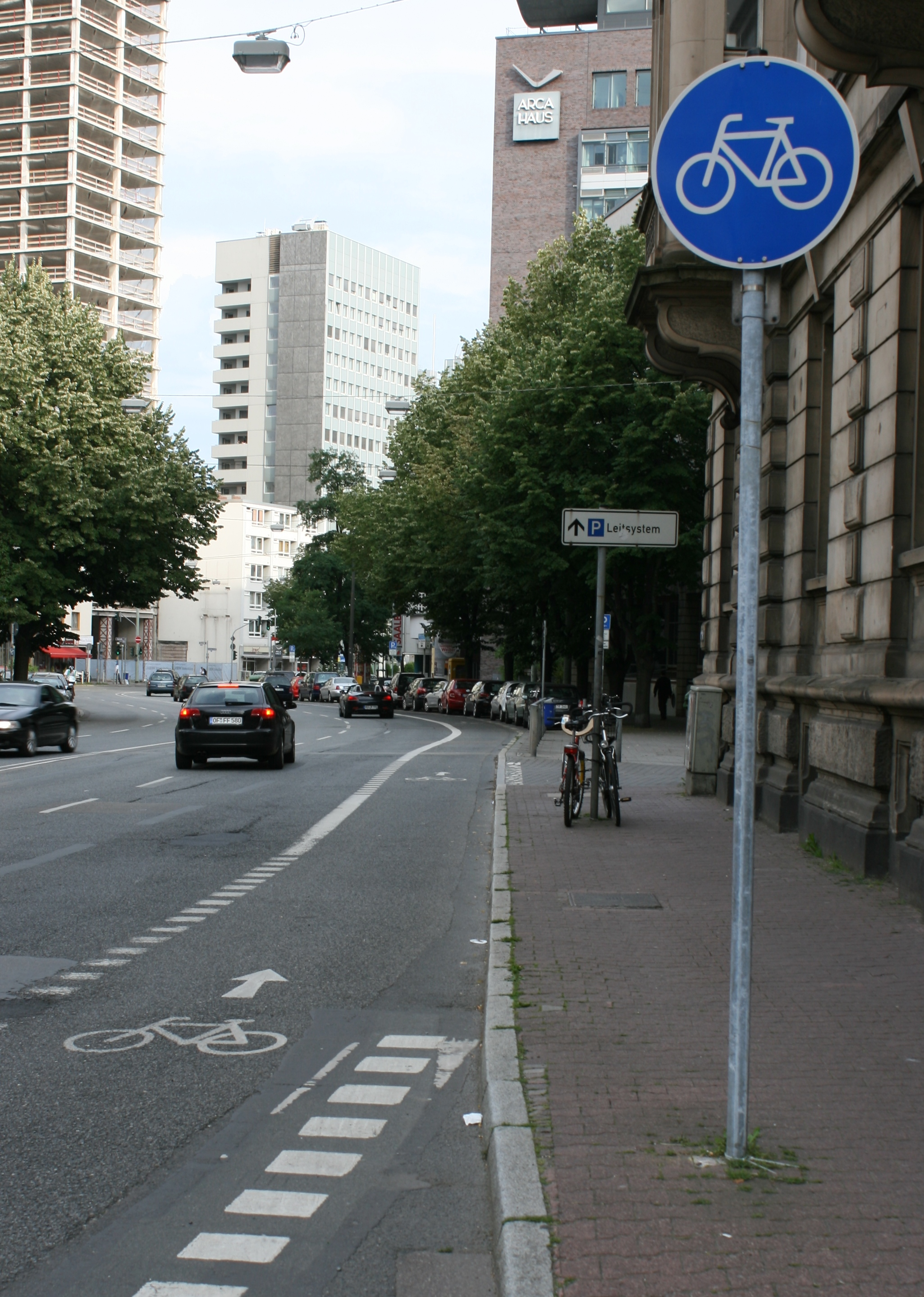
Велополоса во Франкфурте

В Великобритании ширина велополос может значительно различаться.
В London cycle design standards нормой считается значение 1.5 м, по возможности предлагается делать велополосы шире — 2 м. Но в то же время допускаются значительно более узкие полосы. На загруженных улицах, где часты автомобильные пробки, а ширина дороги не позволяет сделать полноценную широкую велополосу, допустимо выделять велополосы шириной всего 0.8 м. Этого достаточно, чтобы дать велопедистам возможность миновать загруженный участок.
Велополосы в Великобритании бывают двух типов — обязательные (mandatory) и рекомендуемые (advisory). Первые размечаются сплошными линиями, вторые — прерывистыми. Двигаться и парковаться на обязательных велополосах автомобили, как правило, не имеют права. А на рекомендованных велополосах движение и стоянка автомобилей не запрещены. Водителю лишь предписывается не занимать их без необходимости. Спасает велосипедистов только то, что в часы пик стоянка вдоль проезжей части на улицах, имеющих рекомендованные велополосы, обычно запрещена дорожными знаками и табличками.
В США используется широкий спектр велосипедных полос — и обычные полосы, расположенные вплотную к автомобильным полосам, и полосы, защищенные буферной зоной, и противошерстные, и даже расположенные с левого края проезжей части. Велосипедные полосы на проезжей части здесь, как правило, выделяются сплошными линиями разметки. Причем даже там, где справа от велополосы расположена полоса для парковки автомобилей. Прерывистая разметка используется преимущественно перед перекрестками.
В Германии Radfahrstreife или Radspur — это выделенная полоса на проезжей части, предназначенная для движения на велосипедах. Велополосы должны иметь ширину не менее 1.85 метра (в том числе 25 см, приходящиеся на дорожную разметку). Минимальная ширина составляет 1.6 метра. На небольших отдельных участках разрешается размечать велополосы меньшей ширины, но не менее 1 м.

## Велосипедные полосы в России
В российских правилах и нормах велополосы на проезжей части не предусмотрены. Однако проект изменений в ГОСТ 52289 предполагает, что такая разметка в скором времени может появиться в нормативных документах, а затем, вероятно, и на улицах российских городов.

## Галерея

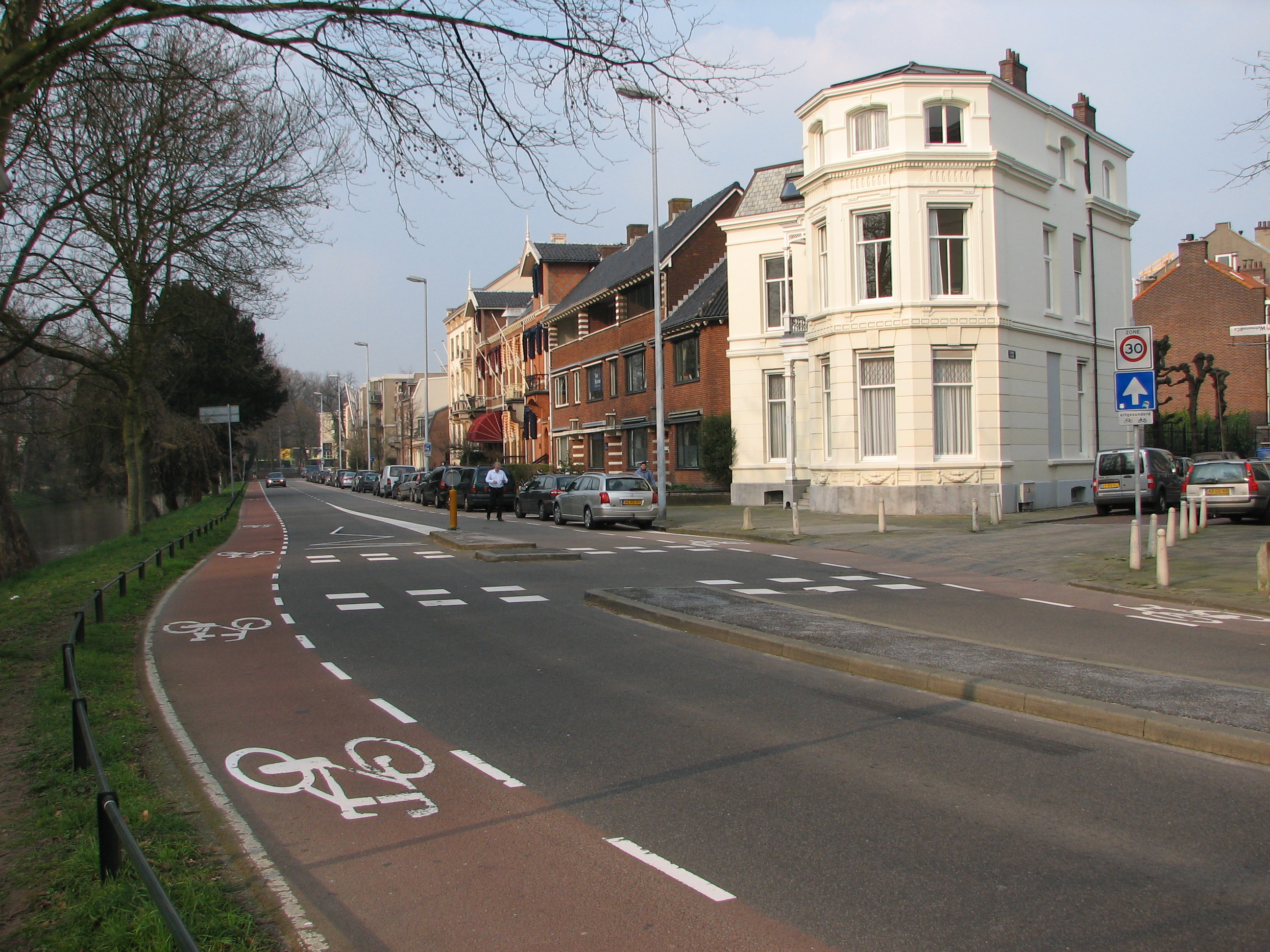
Велосипедные полосы на улице в Утрехте, Нидерланды
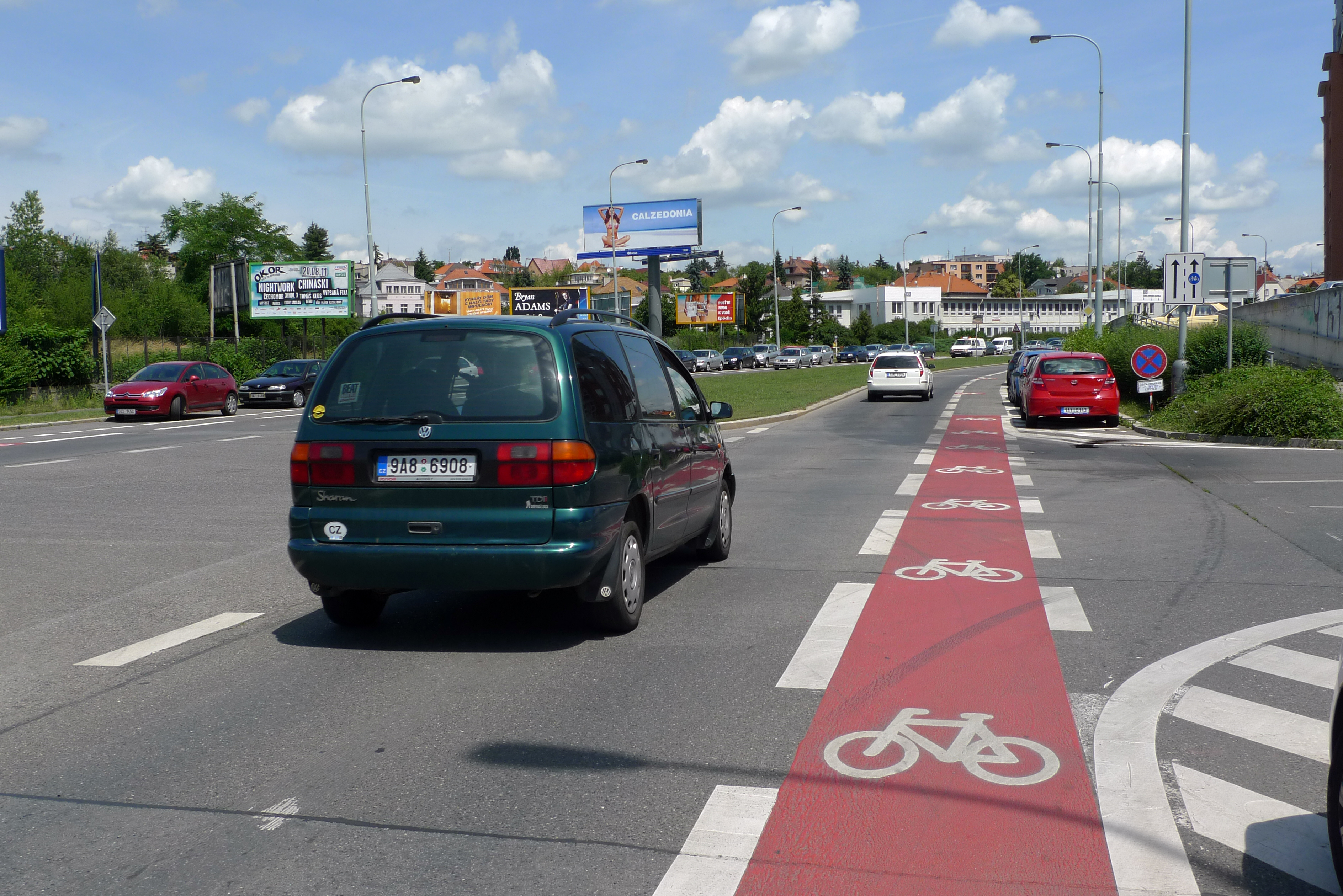
Велополоса на перекрестке. Прага, Чехия
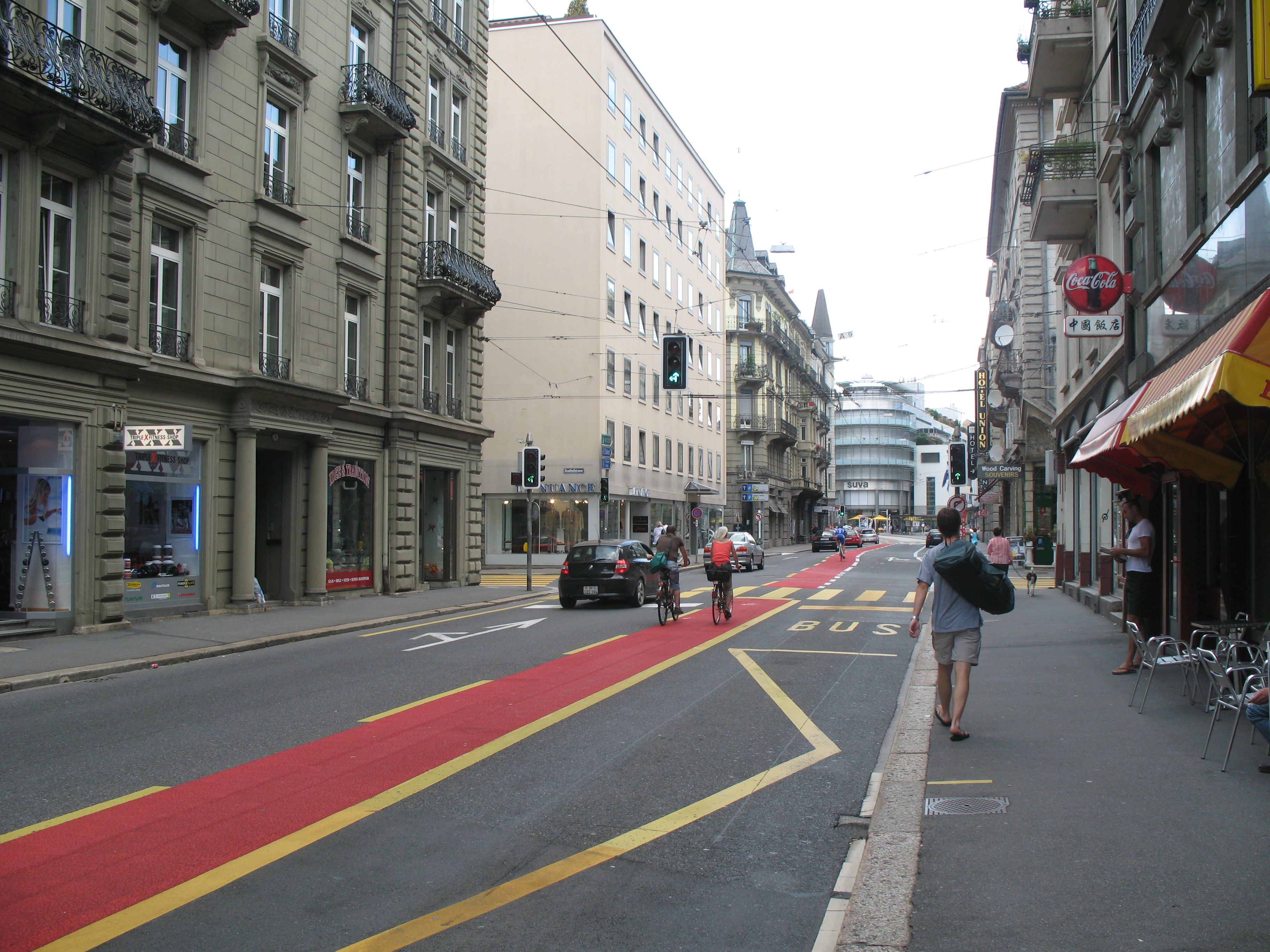
Велосипедная полоса в Люцерне, Швейцария
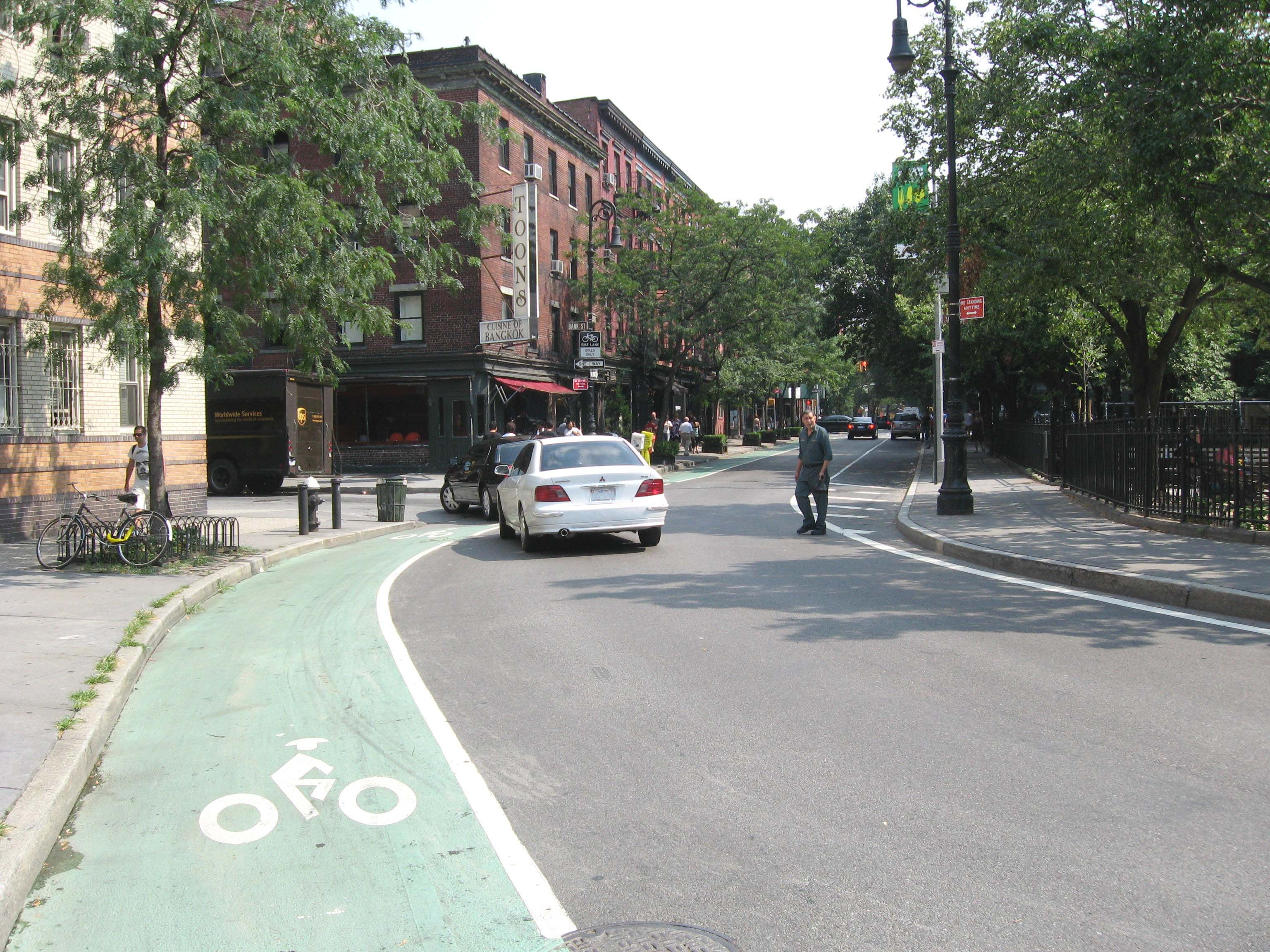
Велополоса, расположенная слева от проезжей части дороги с односторонним движением. Нью-Йорк, США
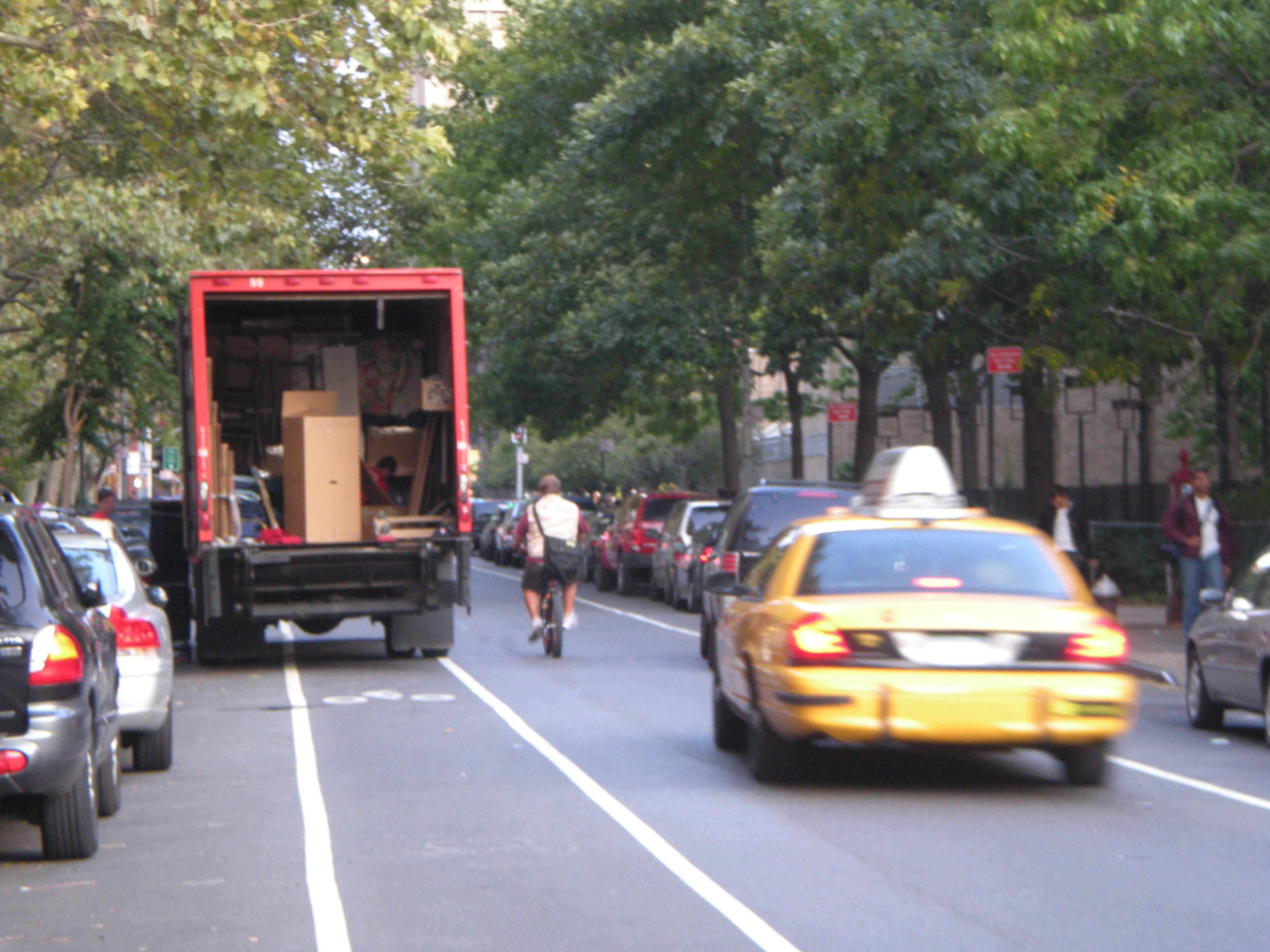
Автомобили препятствуют движению по велополосе. Нью-Йорк, США
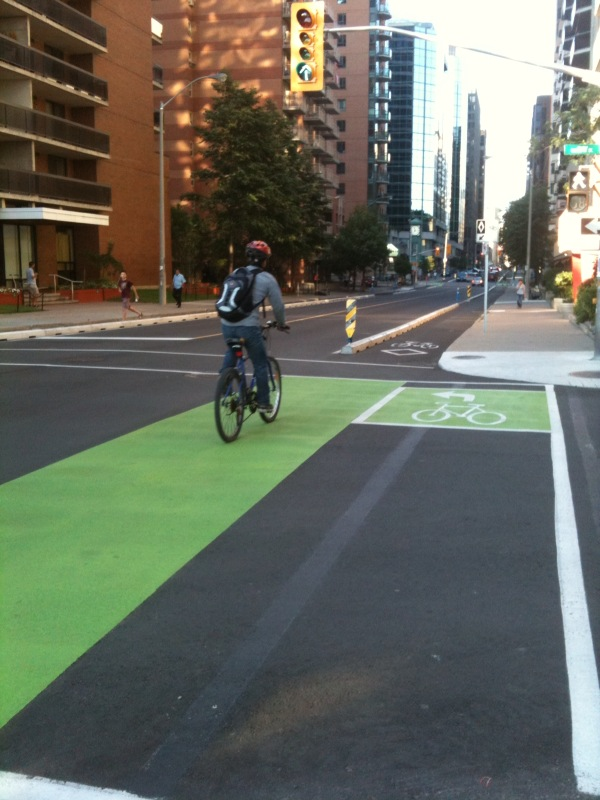
Велополоса с "карманом" для поворота. Оттава, Канада
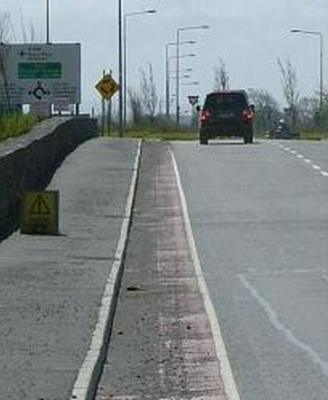
На велополосах скапливается мусор. Голуэй, Ирландия